# Samira Wiley
Samira Denise Wiley (ur. 15 kwietnia 1987 w Waszyngtonie) – amerykańska aktorka i modelka, występowała w roli Poussey Washington w serialu produkcji Netflix Orange Is the New Black.

## Życiorys

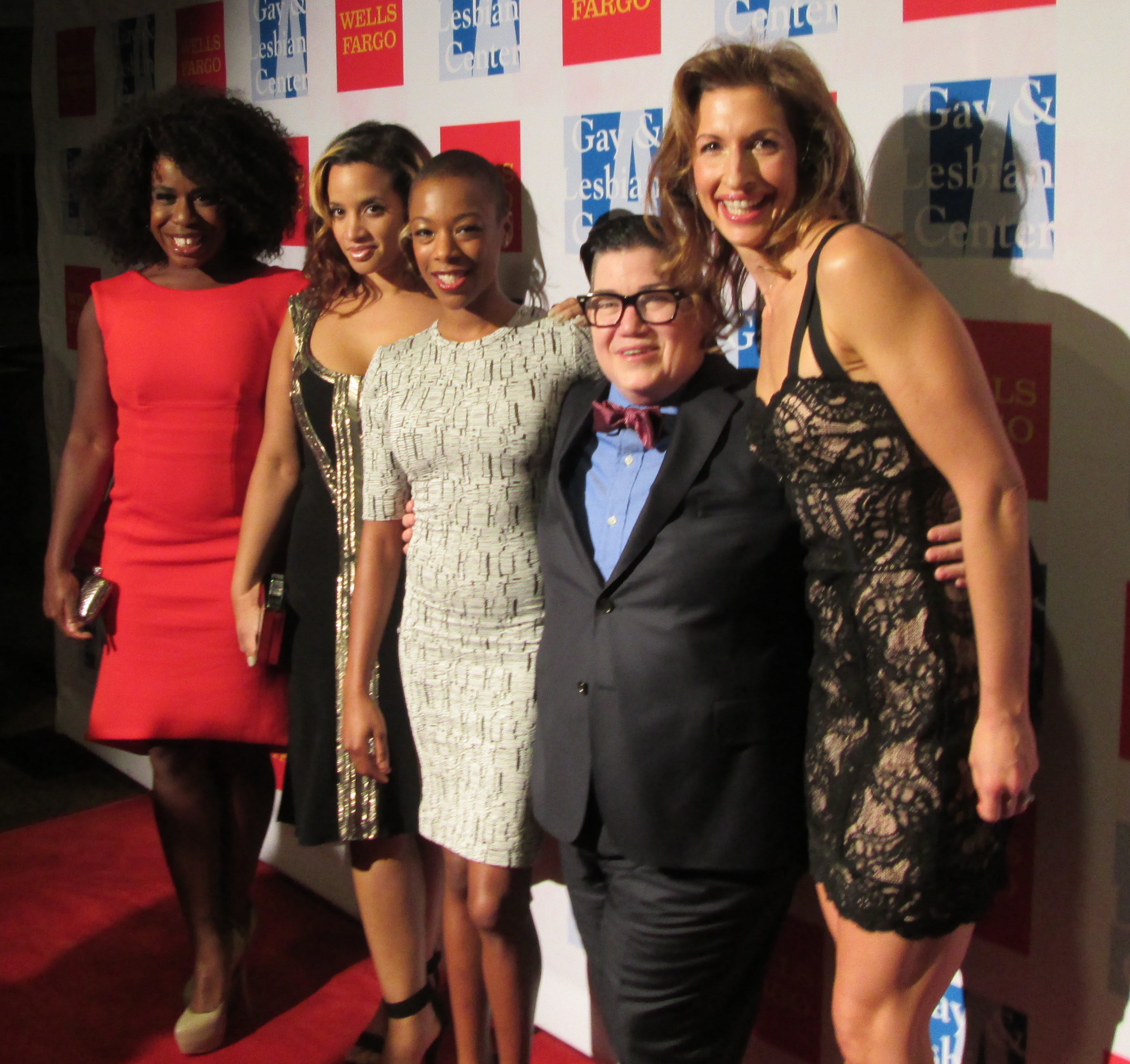
Obsada Orange Is the New Black – od lewej: U. Aduba, D. Polanco, Wiley, L. DeLaria i A. Reiner (2013)

Urodziła się 15 kwietnia 1987 w Waszyngtonie. Jest absolwentką Duke Ellington School of the Arts oraz nowojorskiej uczelni Juilliard School, którą ukończyła w 2010 roku.
W 2011 zagrała Marię w adaptacji komedii Szekspira Stracone zachody miłości, wystawionej przez off-broadwayowski The Public Theater. W komedii Facet do dziecka (The Sitter, 2011) partnerowała na ekranie Jonah Hillowi. W 2013 otrzymała angaż do roli więźniarki Poussey Washington w serialu produkcji Netflix Orange Is the New Black. Jej kreację dwukrotnie wyróżniono Nagrodą Gildii Aktorów Ekranowych.

## Życie prywatne
Jest homoseksualna. Jej partnerką jest scenarzystka Lauren Morelli, z którą wzięła ślub 26.03.2017 r. w Palm Springs.